# Montosidiplosis crenata
Montosidiplosis crenata är en tvåvingeart som beskrevs av Fedotova 2005. Montosidiplosis crenata ingår i släktet Montosidiplosis och familjen gallmyggor. Inga underarter finns listade i Catalogue of Life.